# Yasuhito Suzuki
Yasuhito Suzuki, född 19 december 1959 i Osaka prefektur, Japan, är en japansk tidigare fotbollsspelare.